# Filipi
Filipi – wieś w Chorwacji, w żupanii istryjskiej, w gminie Vižinada. W 2011 roku liczyła 32 mieszkańców.